# Nematus umbratus
Nematus umbratus – gatunek błonkówki z rodziny pilarzowatych.

## Zasięg występowania
Gatunek szeroko rozpowszechniony w Europie. Notowany w Austrii, Belgii, Estonii, Finlandii, we Francji, Irlandii, na Łotwie, w  Niemczech, Polsce, na Słowacji, w Szwajcarii, Szwecji, Wielkiej Brytanii i we Włoszech.

## Budowa ciała
Gąsienice osiągają do 25 mm długości. Ciało przeźroczyste, połyskujące ubarwione od  czarnozielonego po białozielone.
Imago osiągają 5,5 – 7,5 mm długości. odwłok krótki, szeroki. Ubarwienie ciała głównie żółtawopomarańczowe.

## Biologia i ekologia
Gatunek pospolity,  związany z roślinami z rodzaju brzoza. Zwykle występuje nielicznie.
W ciągu roku występują dwie generacje. Imago pierwszego pokolenia spotyka się w maju i czerwcu, zaś drugiej od lipca do początku września. Gąsienice występują od maja do końca lata, ich żerowanie powoduje znaczące ubytki liści.

## Znaczenie dla człowieka
Czasami, choć rzadko, może uszkadzać drzewa ozdobne lub na szkółkach leśnych.